# 新田購物城

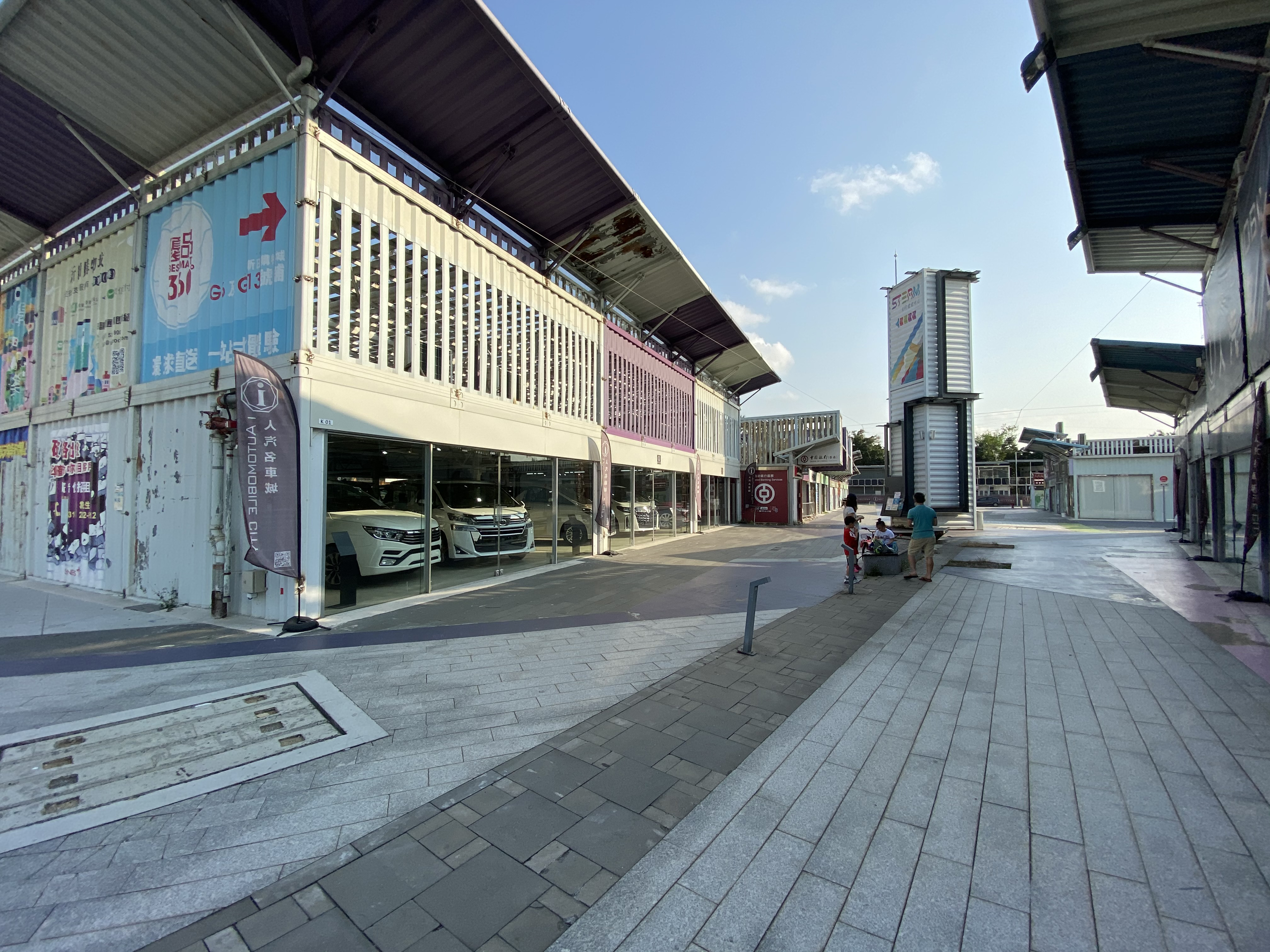
購物城入口以汽車商店為主

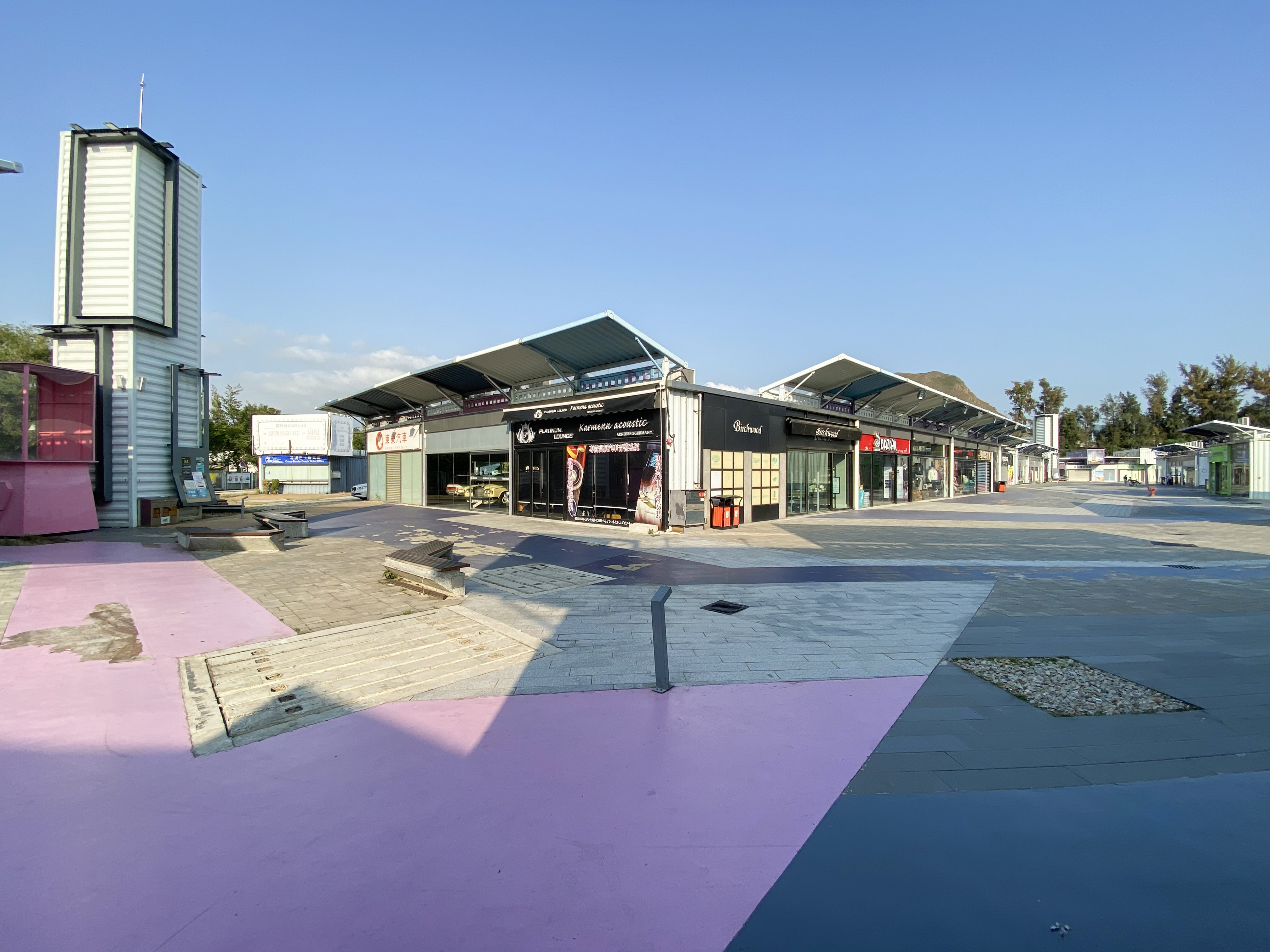
購物城內大多商店沒有營業

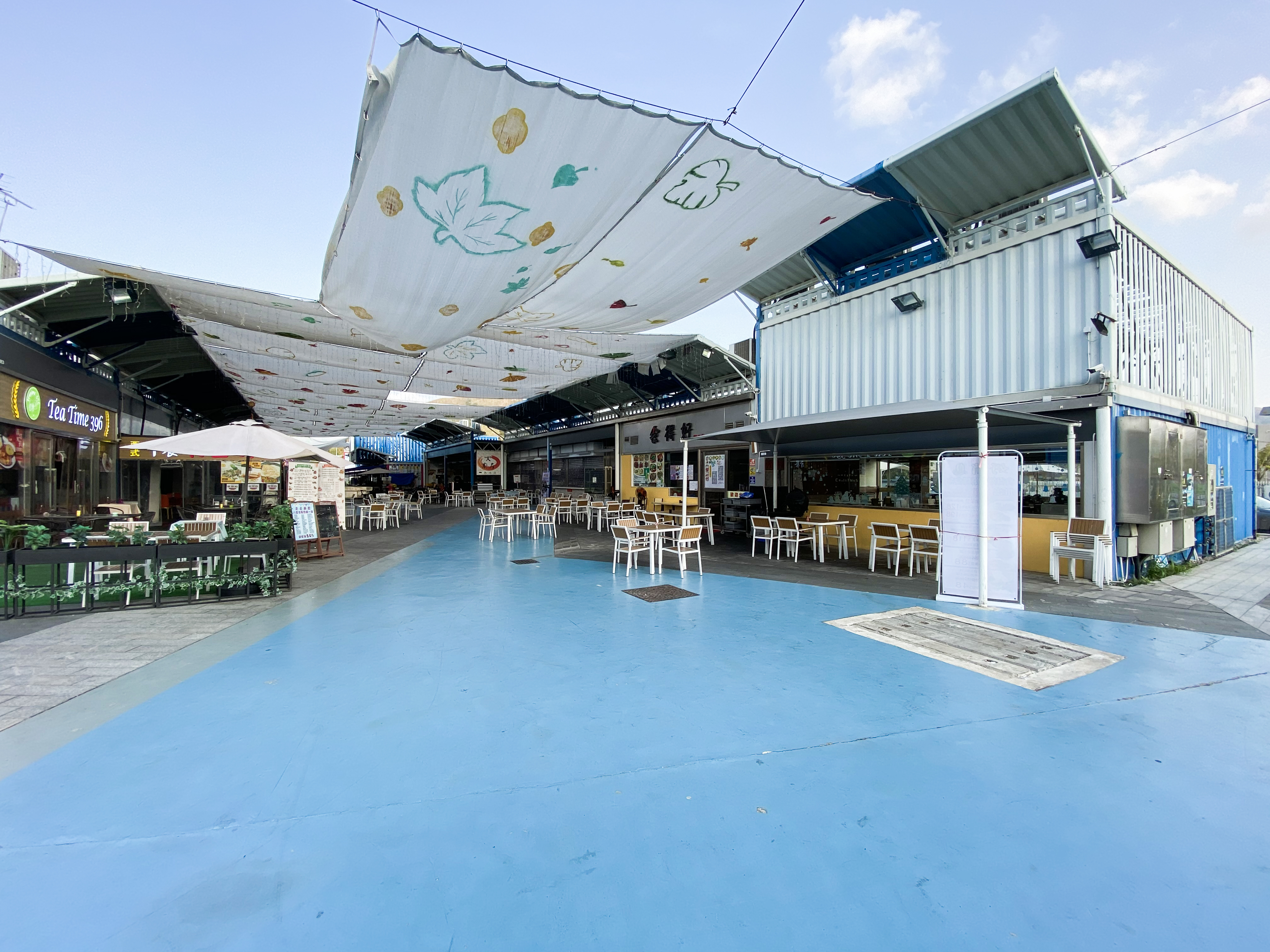
購物城內的餐廳

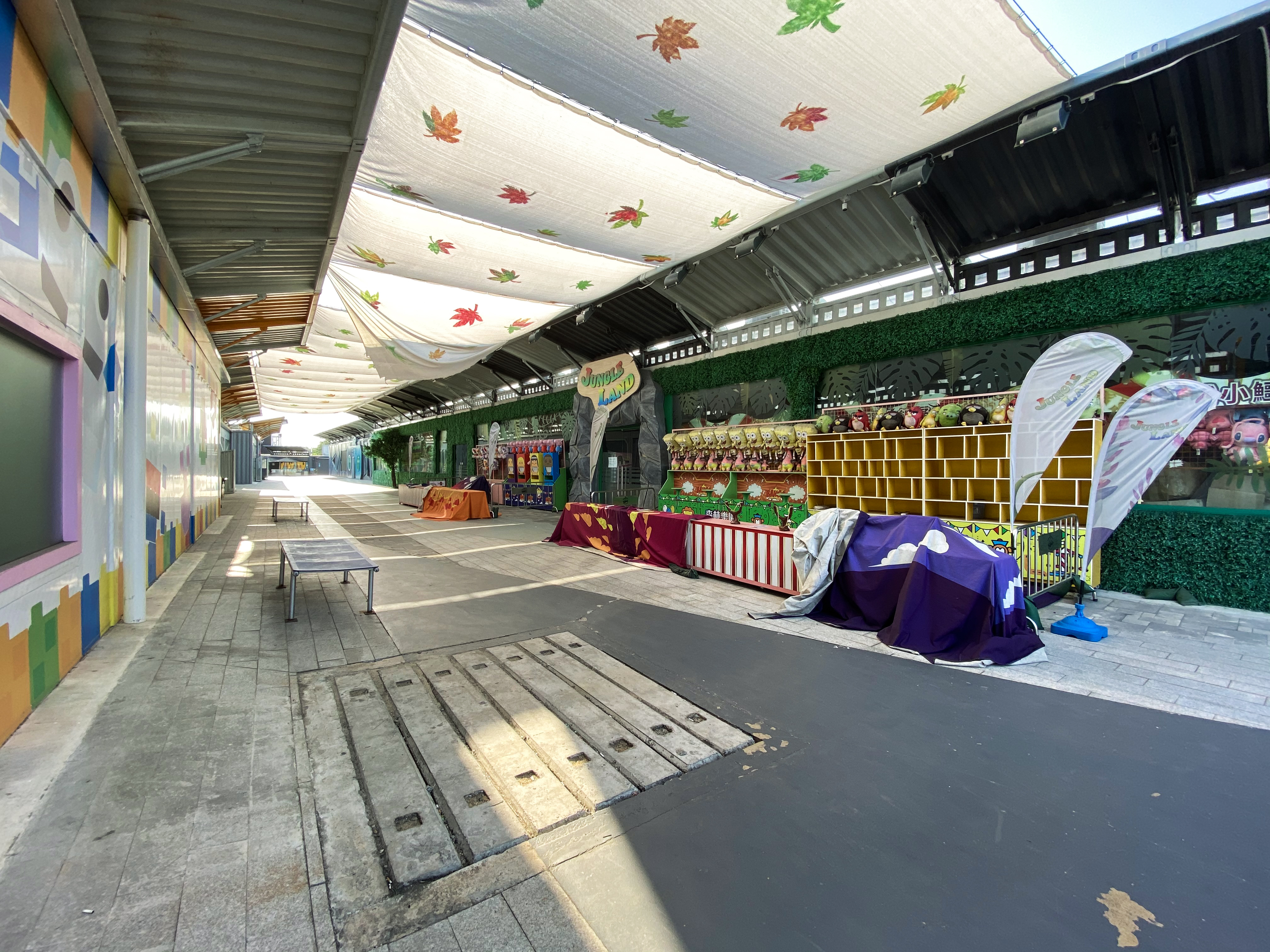
沒有營業的遊戲攤位，毛公仔亦已經發霉

新田購物城（英語：The Boxes），前稱落馬洲邊境購物城，位於香港新界落馬州新田，地址為新田村路300號，與新田公共運輸交匯處僅3分鐘步行距離，佔地420,000平方呎，以英國倫敦的BOXPARK Shoreditch及新西蘭一個以貨櫃屋建築而成的購物城為參考概念，以387個8呎乘40呎的貨櫃組成及建築為單層戶外大型特式購物中心，共分為6大區域，當中包括家居用品、服飾、書店、美妝護理、名店以及餐廳，全場以紅、綠、藍、黃四色作為分區，最多舖位的是紅區，總共有119間店。
落馬洲邊境購物城初步計劃由一個新成立的非牟利基金負責營運，資金來源由新界原居民鄉紳和其他的地區人士注資。到2021年8月30日，地皮因交回土地持有者而結業，原址改建成新田社區隔離設施（新田方舱医院），在2022年2月22日由中建集团用14天建成，同年3月9日交付使用至今。

## 歷史

### 背景
每日都有數以萬計的大陸遊客來訪香港，於自由行一簽多行政策推行後更攀上高峰。地理上與大陸最為接近的北區因而遭受嚴重的影響，亦衍生了不少社會問題，包括人满为患、走私犯問題，他們長期霸佔附近街道，同時使到物價膨漲，舖租提升後更令原來的民生商舖轉為迎合自由行旅客的店舖，嚴重影響當區居民生活。旅遊界立法會議員姚思榮引述民意表示，港鐵東鐵線沿線的地區範圍，不少商鋪都被以中國大陸遊客為銷售對象的商店所取代，影響居民日常生活，使中港矛盾日深。他又指出，2013年約有1,100百萬人次以一簽多行方式來訪香港，他估計當中7至8成為水貨客，希望有關部門正視水貨客對香港人所造成的影響。

### 前導
為了分流旅客及居民的生活圈，並且紓緩於10年代後日益嚴重的中港矛盾等等，2013年起香港社會開始有聲音（包括香港行政長官梁振英、民建聯及香港旅遊發展局主席林建岳等等）提議在香港邊境設置邊境購物城，以吸引旅客集中於該處購買。此舉除了可以保持經濟活動增加及促進旅遊業外，亦可以減少旅客為香港居民帶來的負面影響。2013年年底，民建聯將落馬洲建購物城建議提交予有關部門，包括聯絡商務及經濟發展局、發展局及運輸及房屋局，均獲得積極回應；另外，民建聯進出口界別立法會議員黃定光一直推動計劃。2014年3月20日，黃定光聯同政府人員前往屬意的用地視察了解。
就此，香港政府亦開始研究，惟沒有合適土地用作相關發展用途。原因在於建議所涉及的地方絕大部分都為私人土地，如果香港政府以收地方式推動發展，將會耗費不少時間及需要動用大量公帑。商務及經濟發展局局長蘇錦樑於2014年更表明「我們相信如果由業權持有人結合市場，因應該區的商業潛力來主導發展會更有效率，並且樂意協調相關政府部門為項目倡議者提供所需要的資料和協助。」 2015年2月3日，香港行政長官梁振英表示，對於一些深受中國大陸旅客歡迎的日用品，例如奶粉等，香港政府正研究在不影響市民的情況下去滿足他們的購買需要，其中包括在北區及臨近中國大陸等邊境地區設置邊境購物城。

### 興建落馬洲邊境購物城
民建聯進出口界別立法會議員黃定光透過鄉事委員會聯絡新田文氏鄉紳後，尋覓得一幅位於新界落馬洲青山公路新田段的土地（大部份為私人土地，小部份為政府土地。），建設在其上興建落馬洲邊境購物城；該幅目前作為停車庫及貯存貨物的私人土地（為文深涌會所持有的祖堂地）的租戶將會於2015年5月31日合約期滿，而業主已經同意將其租出作為邊境購物城，並且以一港元象徵性租金租出，為期5年。至2015年6月，租戶將會向城市規劃委員會申請，一旦獲得後者批出渠務設施及交通等配套，租戶即可委託工人對該地盤改建，預計最快於同年9月落成及啟用。至2017年5月，邊境購物城有望在同年8月開幕。建議原定採取兩層設計，惟考慮到涉及燒焊及需要通過機電工程署標準等等情況而將會引致工程耗時比較長，是故決定為單層。黃定光在接受訪問時表示，如果落馬洲邊境購物城獲得良好反應，將會考慮在屯門深圳灣一帶仿傚興建多一座邊境購物城，以進一步紓緩屯門區和元朗區的旅客人流。
2015年3月，新鴻基地產發言人表示，一向支持香港發展，關於最近香港媒體提及興建落馬洲邊境購物的構思，在有合適的建議方案及合適的未發展土地情況之下，願意以非牟利形式提供土地予相關營運者興建臨時性質的落馬洲邊境購物城，不過期間不會參與營運。又表示希望落馬洲邊境購物城落成後能夠造到分流的作用，可以疏導購物人潮及改善部份地區的擠擁情況，協助香港社會解決社會問題。同月22日，新鴻基地產執行董事郭基煇表示新鴻基地產及恆基兆業地產將提供一幅位於落馬洲的土地用作興建邊境購物城，以一元象徵式收費租予第三方經營，期望能夠於10月1日中華人民共和國國慶節前啟用。他又表示，今次計劃只是短期性質，長遠期望能夠在原址興建一座大規模及永久性的購物城，認為可以避免中國大陸旅客湧來香港購物對香港居民的生活所帶來影響，又不需要將旅客拒諸於門外。
2015年9月17日，購物城所在用地獲城規會批出3年規劃許可，2018年9月中到期。
2017年12月11日，新田邊境購物城據報已經收到「臨時佔用許可證」（俗稱「入伙紙」）。購物城有214間店舖，呎租為67元至107元，店舖面積為300至1000呎。當中約3成，即70戶租戶已經簽妥租約及交訂金，租約長兩年，但數目較過往公布八成已填妥意向書的租戶少。新田購物城基金有限公司董事黃定光估計，45%入場者為內地客，料閒日約有1萬人入場，而假日將逾1萬人入場。

### 試業
2018年2月3日（星期六），新田邊境購物城首日試業，記者發現場內僅有22間店舖，及吹氣遊樂設施和攤位遊戲有開業。購物城原希望港人及內地顧客各半，但記者觀察近兩小時，仍未見有內地遊客。有元朗區議員辦本地團到場，團友認為場內店舖與元朗市中心相若，貨品價錢亦沒有比市區便宜，感到「畀人揾笨」（被人欺騙了）。即使開業半年後到9月，購物城仍然相當冷清，十室九空，不少店舖都關門沒有營業。有記者走訪購物城，發現場內近乎一個「死城」，除了租戶和管理員外，餘下的便是裝修工人，購物城的人流大大不如預期。最終在同年9月7日，城規會會議上審批新田購物城的用地續期申請。

### 場面冷清下被指結業
2019年11月28日，有報導指新田購物城因人跡罕至，多間商店十室九空，已於2019年8月份低調結束營運，但事實上當日仍有店舖營業，也有商戶指沒有收到購物城結業的消息。

### 人汽名車城
2019年，購物城部分貨櫃改裝為人汽名車城，並於2019年8月18日開幕。

### 後自由行
自2019年反對逃犯條例修訂草案運動及2019冠狀病毒病，自由行絕迹，購物城被迫轉型，轉攻本地客。由於鄰近單車徑，購物城開始吸納單車客，而上水至元朗的單車徑於2020年9月開通後，單車客量上升。新田食街不少食肆亦提供單車泊位，以便利這些顧客光顧時停泊單車。同年，《頭文字D》的藤原豆腐店進駐該處，成為了車友和粉絲的朝聖點。

### 結業
2021年8月30日，購物城地皮因交回業權人而結業。民建聯立法會議員黃定光確認有關消息，指將來會用作建屋。他以「時不我與」形容，指出初期建設投資全蝕，近年租金收入僅夠營運。而新田購物城facebook專頁未有公布結業消息。有市民到場得知結業後到場拍照留念，有市民認為購物城是好概念，車迷能夠讓該處變得熱鬧，對結業感到無奈。

## 財政
平整土地、興建落馬洲邊境購物城、駁渠及駁電等成本約為2億5千萬港元，首兩年的營運及管理費用約為1億6千萬港元。預計落馬洲邊境購物城可以創造2,500個就業機會。

## 爭議

### 租戶
新田購物城的租戶反映購物城人流一直稀少，十室九空，一個星期平均只有大約四個旅行團到訪，大約200人來消費，曾經有一天只買出一罐8元的汽水。商戶營業額不足致難以負擔租金，而商戶收到律師信指從2019年4月1日起須收取三十元一尺的租金及七元一尺的管理費，還要商戶還清過去許用權的費用，即須繳交由開業第一天至2019年4月1日的租金費用，經營面臨巨大壓力下計劃退出營業。

### 運輸業
香港運輸業界對業主租出該幅擬定為落馬洲邊境購物城選址的土地形容為悲歌，業界指出該地址並非僅為停車場，而是用以維修重型貨車及物流配送等服務，落馬洲中港貨運聯會主席蔣志偉形容該處儼如「貨車醫院」，座擁十多間車房，亦有5間物流配送服務公司，將從中國大陸運輸來到香港的貨物轉運由香港貨車送出，為物流業界位於落馬洲邊境地區的重要用地，擔憂一旦將其處發展為邊境購物城，將會影響數以千計的貨車司機及從業員的生計。有關人士指出，若然有關方面堅持，則有必要另覓附近土地用以重置現有設施，否則「對運輸業界是一個重大損失」。落馬洲中港貨運聯會就批評，有關部門漠視香港物流業界需要，促請官方尋覓附近地點協助重置其停泊區，否則「不遷不拆」，更不排除有進一步示威行動。2015年4月18日，落馬洲中港貨運聯會發起汽車遊行，約20輛貨車參與，在其停車場附近迴旋處慢駛3圈，以抗議有關部門倉卒收回土地，扼殺香港物流業界的生存空間。落馬洲中港貨運聯會於同日致函城市規劃委員會，要求後者在未有替代土地予重置受到影響的設施前，擱置更改有關土地的用途申請。

## 鄰近
- 新田公共運輸交匯處
- 新田大夫第
- 文天祥紀念公園

## 外部連結
- 新田購物城網頁